# 改裝航空母艦

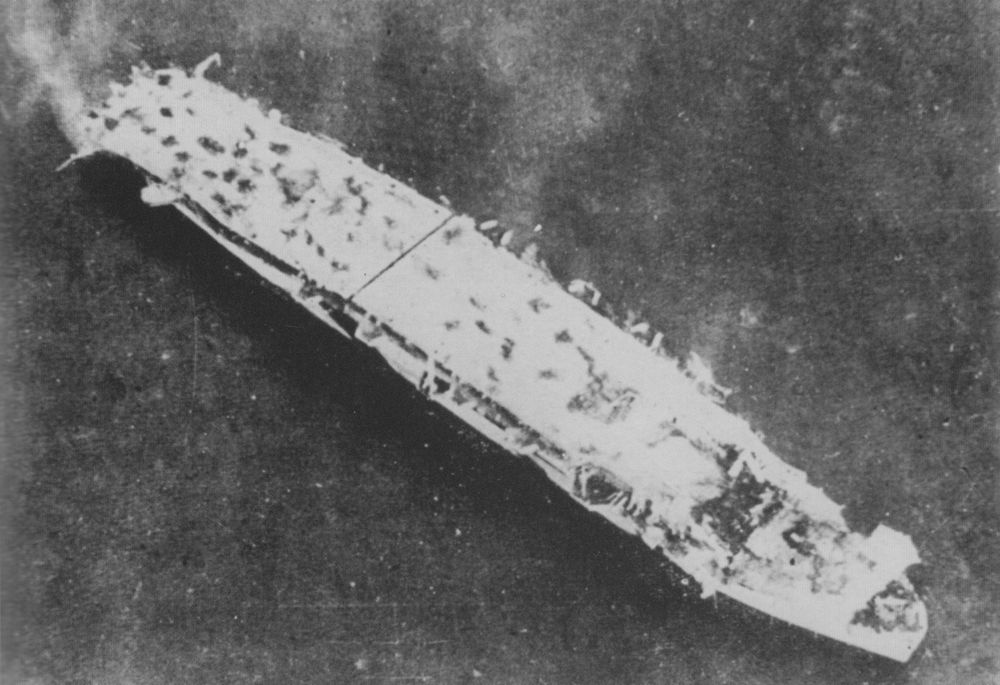
島根丸護航航空母艦

改装航空母舰是由其他类型的船舶或商船改装成航空母舰的船舶的总称。

## 概述
在航空母艦出現之前，現有的軍艦和商船在第一次世界大戰期間經過輕微改造以操作水上飛機，航空母艦本身的發展也是從改造其他類型的船舶開始的。根據《華盛頓海軍條約》，戰列巡洋艦和大型輕巡洋艦被允許改裝為航空母艦，但在這兩種情況下，基於排水量的體積和原艦型的高航速有利於航母的起降。艦載機。是的。它們被公認為海軍的主力作戰力量，由於其出色的機動性，它們也與最初建造為航空母艦的航空母艦一起被稱為艦隊航空母艦。
在日本海軍中，由其他類型的軍艦改裝而成的艦艇稱為改裝航母，由商船改裝而成的稱為特種航母，而從一開始就作為航母完成的則稱為常規航母。這源於裁軍條約中對擁有航空母艦的限制。增加排水量1萬噸以下航空母艦的計劃（建造龍驤號）原本不受《華盛頓裁軍條約》的限制，但受到《倫敦條約》的限制，因此有可能戰爭爆發後短時間內將其改裝為航空母艦，其想法是提前建造船舶。也就是說，和平時期能夠在條約界限內公佈為航母的航母是“正規航母”，而軍艦或商船則作為和平時期條約界限之外的“改裝源”提前建造，同時保持計劃在戰時增加航母數量是一個秘密，但那些改裝成航母的，都被日本海軍視為“非正規航母”。雖然這些區別區分了艦艇的起源，但航空母艦是日本海軍唯一的官方艦艇類型，因此在服役後，最初建造為航空母艦的艦艇和改裝的商船都被認為是同一艘軍艦。 （從商船→特種航母→航空母艦不一致，例如改名時間、非特種航空母艦成為航空母艦等）。
二戰前夕和二戰期間，各國為了彌補空中力量的不足或在短時間內獲得航空母艦，將其他類型的船舶和商船改裝成航空母艦。第二次世界大戰爆發後，美國海軍和英國皇家海軍服役了大量護航航母。據了解，這些艦艇是改裝商船或使用商船圖，但有些實際上是由已完工的商船改裝而來，而且大多數艦艇在建造過程中被改裝成護航航母，或者是作為新型護航航母建造的。護航航母雖然無法展現高速威力，但配備彈射器可以承受大型飛機的運行，而且由於航速較低，不需要高出力，製造成本高且耗時，因此它們被大量建造，據說這是贏得戰爭的動力。
另一方面，日本帝國海軍本打算通過建造時補貼的商船改裝艦艇來彌補航母實力的劣勢，但由於彈射器的開發失敗，艦艇對於商船來說過於龐大，即使它們速度很快，因為它的速度不足以作為艦載機運行，不足以提供預期的軍事力量，實際上它是用於飛機運輸。這兩艘日高級艦艇起源於橿原丸級貨客船，但它們比巨像級更大、速度更快，巨像級是作為艦隊型輕型航空母艦建造的，取得了可與常規飛機相媲美的軍事成就最初建造為航空母艦的航母。
不改變類型但對船體的某些部分進行改造以具有飛機操作能力的船舶還有其他通用名稱，例如航空戰列艦（伊勢級）和航空巡洋艦（最上級等）。

## 各國的改裝航空母艦
日本
由戰列艦、戰列巡洋艦和巡洋艦改裝而成：
- 赤城號航空母艦
- 加賀號航空母艦
- 信濃號航空母艦
- 伊吹號航空母艦（未建成）

由潛艇補給船或油輪改裝而成：
- 瑞鳳級航空母艦
- 龍鳳號航空母艦

由水上飛機補給船改裝而成：
- 千歲級航空母艦

由商船改裝而成：
- 隼鷹級航空母艦
- 大鷹級航空母艦
- 神鷹號航空母艦
- 海鷹號航空母艦
- 島根丸護航航空母艦

 美国
由戰列巡洋艦/巡洋艦改裝而成：
- 列剋星敦級航空母艦
- 獨立級航空母艦
- 塞班島級航空母艦

由煤炭運輸船改裝而成：
- 蘭利號航空母艦

由商船改裝而成：
- 長島級護航航空母艦
- 復仇者級護航航空母艦
- 博格級護航航空母艦

由油輪改裝而成：
- 桑加蒙級護航航空母艦

由明輪客船改裝而成：
- 金剛狼號訓練航母
- 黑貂號訓練航母

 英国
由戰列艦、戰列巡洋艦和巡洋艦改裝而成：
- 暴怒號航空母艦
- 勇敢級航空母艦
- 鬥氣級航空母艦
- 鷹號航空母艦

由商船改裝而成：
- 百眼巨人號航空母艦
- 大膽號護航航空母艦和其他 5 艘船
- CAM 船
- MAC 船

由商船改裝而成：（來自美國租借）
- 弓箭手級護航航空母艦
- 復仇者級護航航母
- 博格級護航航空母艦

 法國
由戰列艦改裝而成：
- 貝亞恩號航空母艦

 德国
由巡洋艦改裝而成：
- 威悉號航空母艦

 義大利
由商船改裝而成：
- 鷲座號航空母艦（未完成）
- 斯帕維羅號航空母艦（未完成）